# Королівство Нідерландів
Королівство Нідерланди (нід. Koninkrijk der Nederlanden pronounced: [ˈkoːnɪŋkrɛiɡ dɛr ˈneːdərlɑndə(n)] ( прослухати);, фриз. Keninkryk fan Nederlân, пап'ям. Reino Hulandes) — суверенна держава та конституційна монархія з 98% території та населенням у Західній Європі та кількома невеликими острівними територіями Вест-Індії в Карибському морі (у групах Підвітряних Антильських островів). Королівство Нідерланди складається з  чотирьох установчих країн — Аруба, Кюрасао, Нідерланди, і Сінт-Мартен, які беруть участь на основі рівності та партнерства в Королівстві Нідерландів.
На практиці, більшістю справ Королівства Нідерландів керують Нідерланди, які складають приблизно 98% території та населення Королівства, від імені всього Королівства. Отже, Аруба, Кюрасао та Сінт-Мартен залежать від Нідерландів у таких питаннях, як зовнішня політика та оборона, але певною мірою вони є автономними, маючи власні парламенти.
Суринам був країною-складником (наділений широкою автономією) у складі Королівства впродовж 1954—1975, Нідерландські Антильські острови були у складі Королівства 1954—2010. Суринам відтоді став незалежною республікою, Нідерландські Антильські острови реформовано в установчі країни Аруба (від 1986), Кюрасао й Сінт-Мартен (від 2010), і спеціальні муніципалітети Нідерландів — Бонайре, Саба і Сінт-Естатіус. Нідерландська Нова гвінея була залежною територією Королівства до 1962, але не автономною країною, і не згадується в Хартії.

## Історія
До підписання Хартії 1954, Нідерландська Гвіана, Нідерландська Нова Гвінея й Кюрасао і залежні території були колоніями Нідерландів.
Королівство Нідерландів має свій початок від поразки Наполеона 1813 року. Цього року Нідерланди знову здобули свободу й Віллем Оранський проголосив суверенні князівства Нідерланди незалежними. Возз'єднання з Південними (Австрійськими) Нідерландами (приблизно відповідає тому, що наразі є Бельгія та Люксембург) було здійснено 1814. У березні 1815 року владу короля Нідерландів було впроваджено в повній мірі. Король Нідерландів був також Великим герцогом Люксембургзьким, провінції королівства, яке було водночас великим герцогством у складі Німецького союзу.
1830 Бельгія вийшла зі складу королівства, крок, який Нідерланди визнали лише в 1839 році.Тоді Люксембург став повністю незалежною державою в особистій унії з Нідерландами. Люксембург утратив більше половини своєї території на користь Бельгії. Щоб компенсувати ці втрати, Німецький союз надав нідерландській провінції Лімбург такий самий статус, що й Люксембургу. Цей статус було скасовано, коли Німецький союз ліквідували в 1867 році і Лімбург повернули до статусу звичайної нідерландської провінції, хоча король Нідерландів продовжує використовувати додатковий титул герцог Лімбурзький дотепер.

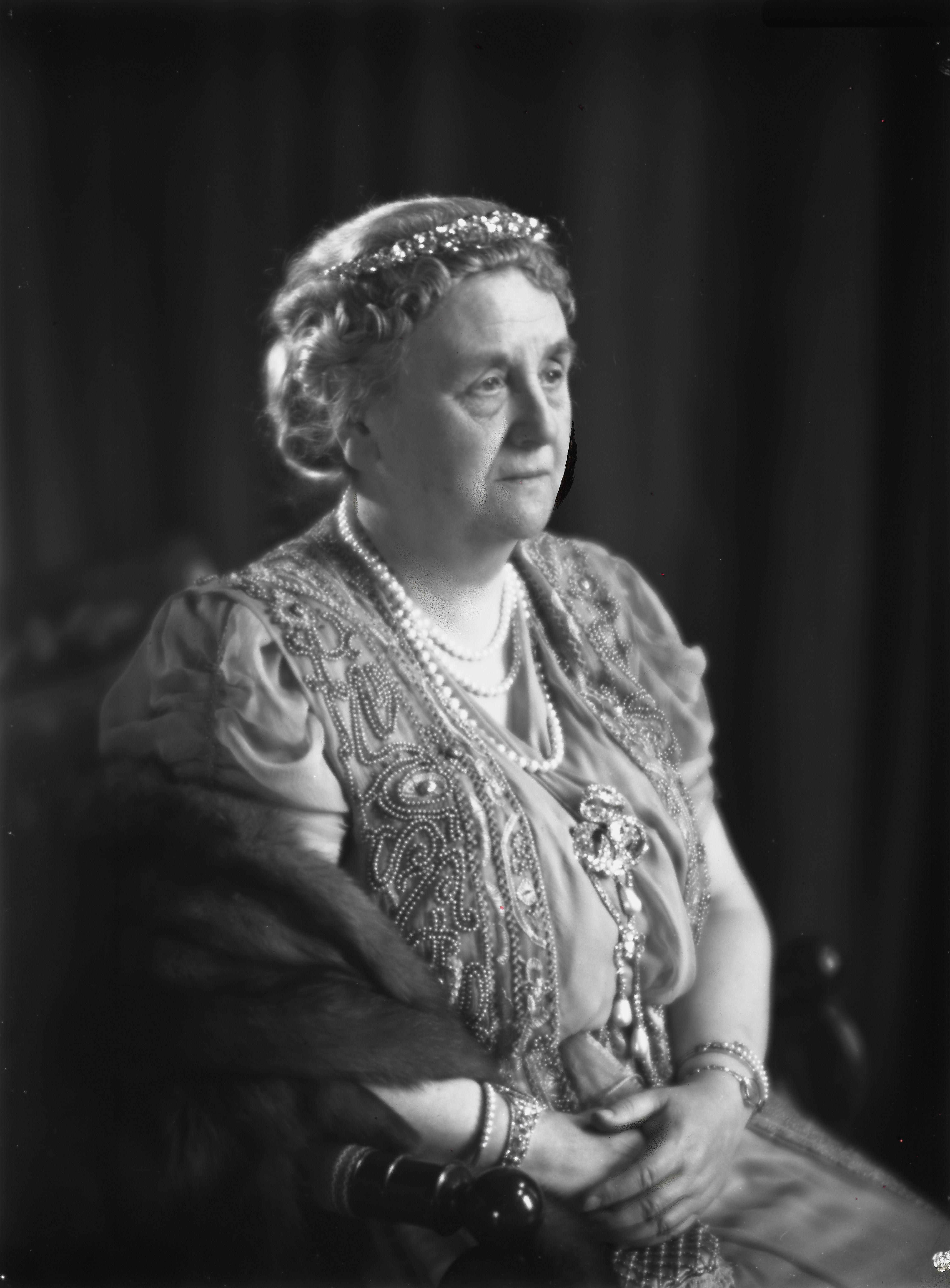
Королева Нідерландів Вільгельміна

Адміністративна реформа 1954 стартувала 7 грудня 1942 через радіовиступ королеви Вільгельміни, що до ставлення нідерландського уряду у вигнанні до Атлантичної хартії від 14 серпня 1941, яку Нідерланди підписали 1 січня 1942 й провели перегляд стосунків метрополії та її колоній після закінчення війни. Після звільнення, уряд скликав конференцію й оголосив реформи в яких заморські території могли б брати участь у керуванні Королівством на основі рівності. Спочатку, ця теза мала пропагандистську мету; і мала сенс заспокоїти громадську думку в Сполучених Штатах, які стали скептично ставитися до колоніалізму.
Після надання Нідерландській Ост-Індії (тепер Індонезія) незалежності, яка мала вельми потужну економіку для успішного федерального будівництва, економіки Нідерландської Гвіани та Нідерландських Антильських островів були незначними в порівнянні з економікою Нідерландів. За хартією 1954 року, Нідерландська Гвіана та Нідерландські Антильські острови мали повноважного міністра, що був у Нідерландах, який мав право брати участь у засіданнях нідерландського уряду при обговоренні справ, які стосуються Королівства в цілому, або коли ці справи стосувалися безпосередньо Нідерландської гвіани та/або Нідерландських Антильських островів . Делегати Нідерландської гвіани та Нідерландських Антильських островів могли брати участь у засіданнях першої та другої палати Генеральних штатів. Відповідно до Хартії Нідерландській гвіані та Нідерландським Антильським островам також дозволено змінювати своє базове законодавство (нід. Staatsregeling).
1955 королева Юліана і принц Бернхард відвідали Суринам та Нідерландські Антильські острови. Візит мав великий успіх. Королівське подружжя з ентузіазмом вітало місцеве населення і поїздку широко висвітлювали в нідерландській пресі.
1969, Кюрасао зазнало серйозних заворушень і грабежів, за яких частина історичного середмістя Віллемстад знищила пожежа. Порядок був відновлений нідерландською морською піхотою. Того ж року Суринам зазнав політичної нестабільности через страйк учителів.
Вибори 1973 в Суринамі привели до влади партію Nationale Partij Kombinatie, на чолі з Хенк Арроном який обійняв пост прем'єр-міністра. Новий уряд оголосив незалежність Суринаму 25 листопада 1975.

## Країни
Королівство Нідерланди на сьогодні складають чотири країни, які є частиною королівства на основі рівности.
| Країна                             | Населення (1 січня 2010)* | Відсоток від населення королівства | Площа (km²) | Відсоток у площі королівства | Щільність населення (inh. per km²) |
| ---------------------------------- | ------------------------- | ---------------------------------- | ----------- | ---------------------------- | ---------------------------------- |
| Аруба                              | 107,138                   | 0.63 %                             | 193         | 0.45 %                       | 538                                |
| Кюрасао                            | 142,180                   | 0.84 %                             | 444         | 1.04 %                       | 309                                |
| Нідерланди                         | 16,593,001                | 98.30 %                            | 41,848      | 98.42 %                      | 394                                |
| — Нідерланди (Європейська частина) | 16,574,989                | 98.19 %                            | 41,526      | 97.66 %                      | 394                                |
| — Бонайре                          | 13,389                    | 0.08 %                             | 288         | 0.68 %                       | 40                                 |
| — Саба                             | 1,737                     | 0.01 %                             | 13          | 0.03 %                       | 115                                |
| — Сінт-Естатіус                    | 2,886                     | 0.02 %                             | 21          | 0.05 %                       | 129                                |
| Сінт-Мартен                        | 37,429                    | 0.22 %                             | 34          | 0.08 %                       | 1,146                              |
| Королівство Нідерландів            | 16,879,748                | 100.00 %                           | 42,519      | 100.00 %                     | 392                                |

### Аруба

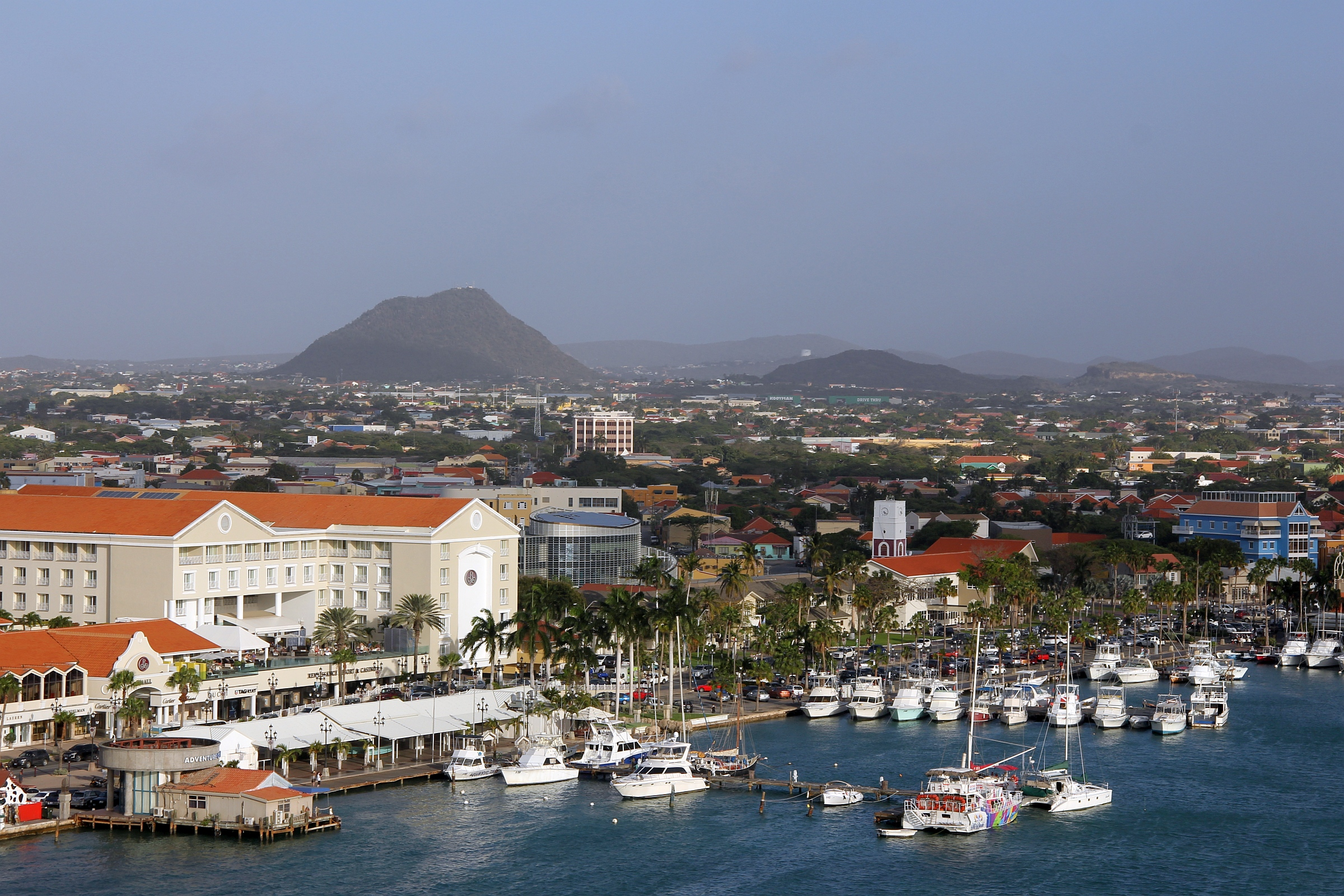
Ораньєстад (Аруба)

Адміністрацію складають губернатор, який представляє монарха, і Рада міністрів Аруби, на чолі з прем'єр-міністром . Законодавчий орган — Рада Аруби (нід. Staten van Aruba). Наразі губернатор Аруби — Fredis Refunjol, прем'єр-міністр — Mike Eman. Валюта — Арубський флорин.

### Кюрасао
Кюрасао — централізована унітарна держава, з аналогічними характеристиками адміністрування в Арубою. Валюта — Нідерландський Антильський гульден

### Сінт-Мартен
Сінт-Мартен — централізована унітарна держава, з аналогічними характеристиками в адмініструванні що й Аруба. Валюта — Нідерландський антильський гульден.

### Нідерланди

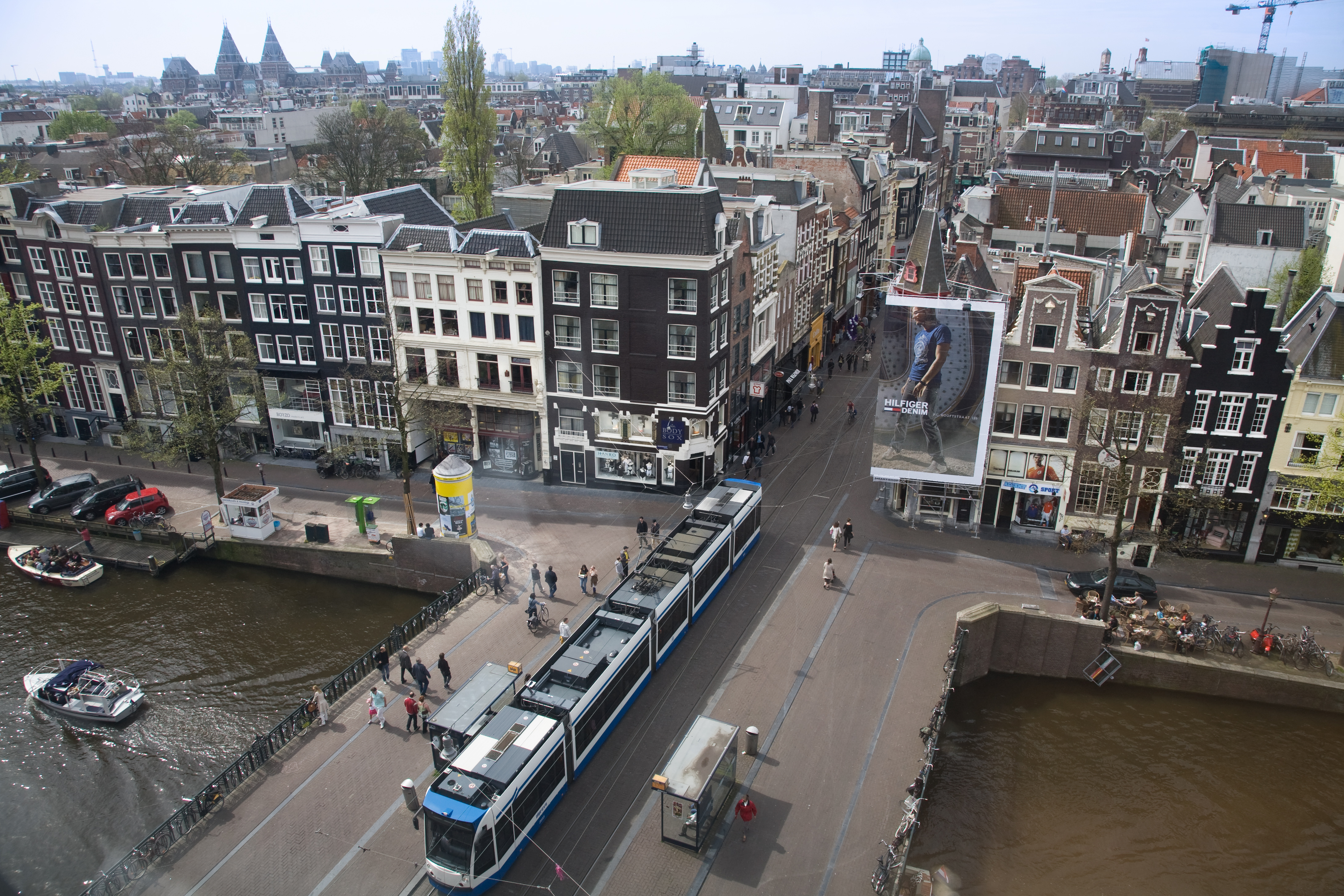
Амстердам — столиця Нідерландів.

Нідерланди — взірець парламентської демократії, унітарна держава. Адміністрація складається з монарха і Ради міністрів, яку очолює прем'єр-міністр. Законодавчий орган — Генеральні штати Нідерландів, які складаються з Палати представників і Сенату. Валюта — євро (в європейській частині) й американський долар на островах BES.
Бонайре, Сінт-Естатіус і Саба
Спеціальні муніципалітети Бонайре, Сінт-Естатіус і Саба є частиною Королівства Нідерландів, але не є її провінціями. Вони мають ті самі права що й звичайні Нідерландські муніципалітети (мають мера, муніципальну та міську раду, наприклад) і підпорядковуються більшості Нідерландських законів. Жителі цих трьох островів, також зможуть проголосувати на Нідерландських національних і європейських виборах. Але є деякі винятки для цих островів. Соціальне забезпечення, наприклад, не на тому ж рівні, як і в Нідерландах. 1 січня 2011 був введений долар США як валюта.

## Порівняння
Незважаючи начебто на унікальність державного об'єднання, воно має аналоги. Зокрема, Королівство Данія складається з Данії, Гренландії і Фарерських островів (див. також Rigsfællesskabet), також Королівство Нова Зеландія складається з Нової Зеландії, Островів Кука, Ніуе, Токелау та території Росса. Ці порівняння не є точними, наприклад, в Королівстві Нова Зеландія конституційно не закріплено розмежування влади між Новою Зеландією, Островами Кука та Ніуе.
Інші держави також мають кілька рівнів заморських адміністративних одиниць. На кшталт Великої Британії та її заморських територій або Сполучених Штатів та їхніх острівних територій, але ці держави вважають свої зовнішні території невід'ємною частиною держави.

## Нотатки
1. ↑  Ізольовано, Koninkrijk вимовляється [ˈkoːnɪŋkrɛik].